# 海地獨立宣言
海地獨立宣言（法語：Déclaration d'indépendance d'Haïti）是一份在1804年1月1日由海地革命領袖讓-雅克·德薩林發表的文告，宣佈海地脫離法國獨立。最初的標題為《不自由毋寧死》（Liberté ou La Mort），與另一份文告一同發表於一本八頁的小冊子上(同時宣布海地永遠禁止奴隸制)。
目前唯一傳世的版本在2010年為一名加拿大研究生在英國國家檔案館發現。